# 引镇街道
引镇街道，是中华人民共和国陕西省西安市长安区下辖的一个乡镇级行政单位。

## 行政区划
引镇街道下辖以下地区：
鸿翔街社区、东庄村、东堡村、南堡村、北街村、西堡村、张寨村、姚家寨村、枣园二村、光昌村、天王村、高村、屈家斜村、常沟村、碥子村、塬上村、甫江村、前门村、岔道村、车家岩村、孙家岩村、大峪口村、安上村、羊健村、许家沟村、龙渠村、黄土坡村、上河滩村、下河滩村、西河滩村、胡刘村、白道峪村、太平村、南寨东村、南寨西村、大峪乡枣园村、五里庙村、板庙子村、新贯寺村、北留村、南留村、光辉村、光明村和胡家寨村。

## 交通
西康铁路贴街道而过，引镇站在该街道，可乘火车前往安康或重庆，也为过西安但不经停西安站的火车提供乘降。